# إدواردو أندرادي سانشيز
إدواردو أندرادي سانشيز (بالإسبانية: Eduardo Andrade Sánchez)‏ هو سياسي مكسيكي، ولد في 29 يوليو 1948 في كواتزاكوالكوس في المكسيك. حزبياً، نشط في الحزب الثوري المؤسساتي. وقد انتخب عضو مجلس النواب المكسيك وانتخب عضو مجلس الشيوخ من المكسيك.